# Haim Lipsky
Haim Lipsky, także Haïm Lipsky, właśc. Chaim Dawid Lipski (ur. 1 maja 1922 w Łodzi, zm. 4 lipca 2017 w Issy-les-Moulineaux) – polsko-izraelski skrzypek. Ocalały z Auschwitz-Birkenau.

## Życiorys
Urodził się w wielodzietnej rodzinie, jako jedno z ośmiorga dzieci. Wychowywał się w Łodzi, gdzie w młodości zainteresował się grą na skrzypcach, pod wpływem ulicznych grajków oraz uczestnictwa w koncertach w Filharmonii Łódzkiej, w tym m.in. József Szigeti, Bronisław Huberman i Artur Rubinstein. Lipski był samoukiem, swój pierwszy instrument, mandolinę, otrzymał od szewca, a z czasem za zaoszczędzone pieniądze kupił skrzypce.
Po wybuchu II wojny światowej, wraz z rodziną został zamknięty w getcie łódzkim, skąd został wywieziony do obozu zagłady Auschwitz-Birkenau. Uratował się od śmierci, dzięki umiejętności gry na skrzypcach, zostając skrzypkiem orkiestry obozowej, dyrygowanej przez Teodora Rydera. Z obozu wydostał się przed ewakuacją i marszem śmierci, ostatecznie trafiając do obozu dla uchodźców, gdzie poznał swoją przyszłą żonę, Dorkę.
W 1948 osiedlili się w Hajfie, gdzie Lipski pracował jako inżynier elektryk. Po wojnie rezygnował z gry na skrzypcach, która kojarzyła mu się z okresem zagłady. Powrócił do niej na emeryturze, grając w Technion Symphony Orchestra. W 2007 odwiedził rodzinną Łódź, gdzie wziął udział w koncercie na nowym cmentarzu żydowskim, zorganizowanym ku pamięci mieszkańców getta.

### Życie prywatne
Żonaty z Dorką, z którą miał dwoje dzieci: syna, Arie Lipskiego, od 2000 dyrektora muzycznego Ann Arbor Symphony Orchestra oraz córkę Shifrę Lipsky-Sluchin, muzyczkę i muzykoterapeutkę, matkę skrzypka – Naamana Sluchina.

## Upamiętnienie
W 2012 w Théâtre d'Arles miała premierę sztuka teatralna Haïm: à la lumière d'un violon (pol. Haim: W świetle skrzypiec), napisana i wyreżyserowana przez Géralda Garuttiego, była wystawiana we Francji i Szwajcarii, w tym w Salle Gaveau w Paryżu w 2014, a także w przekładzie na język angielski autorstwa Christophera Hamptona, pt. Haim: In the Light of the Violin – w Print Room w Londynie w czerwcu 2016. Przedstawienie stanowi spektakl teatralno-muzyczny, w którym pojawiają się utwory klasyczne i melodie klezmerskie. Historię Haima na scenie przedstawiali: aktorka Mélanie Doutey z akompaniamentem: skrzypka, pianistki Dany Ciocarlie i duetu klezmerskiego The Mentshs – Alexisa Kune i Samuela Maquina.
W 2015 ukazała się biografia Lipskiego, pt. Haïm: à la lumière d'un violon (pol. Haim: W świetle skrzypiec), autorstwa Géralda Garuttiego.